# Goera tecta
Goera tecta är en nattsländeart som beskrevs av Schmid 1965. Goera tecta ingår i släktet Goera och familjen grusrörsnattsländor. Inga underarter finns listade i Catalogue of Life.